# 議會-經理制政府
議會-經理制政府（英語：Council–manager government）是主要的兩種美国代議政制地方政府組成方式之一，相對於市長-議會制政府。在美國大部份人數多於1萬2000人的城市都使用這個方式來組成它們的政府。
在這個制度裡，市政府的政策、修立法、撥款、和監督政府運作等的權力由一個通常由5至11位民選議員們組成的市議會執行。市長在這個制度裡的功能通常僅有象徵性質、如對外代表該城市，或僅是市議會的一員、通常也擔任市議會議長。市政府平日運作和執行市法規的權力則由市議會任命一位市經理（City Manager）或同等職位負責。市經理對市議會負責，而且通常市經理的權責在任命契約裡都有逐項列出。理想的市經理最好是能幹又不屬於任何黨派，但是實務上則很困難找到這樣的市經理。